# José Ramos Delgado
José Manuel Ramos Delgado (ur. 25 sierpnia 1935, zm. 3 grudnia 2010 w Villa Elisa) – argentyński piłkarz, obrońca, także pomocnik. Później trener.
Urodzony w Quilmes Ramos Delgado rozpoczął swoją karierę piłkarską w 1956 roku w klubie CA Lanús. Jako gracz klubu Lanús był w kadrze reprezentacji Argentyny podczas finałów mistrzostw świata w 1958 roku, gdzie Argentyna odpadła już w fazie grupowej. Ramos Delgado nie zagrał w żadnym meczu.
W 1959 roku Ramos Delgado przeszedł do River Plate, w którym rozegrał 172 mecze. Jako piłkarz klubu River Plate wziął udział w finałach mistrzostw świata w 1962 roku, gdzie Argentyna ponownie odpadła w fazie grupowej. Ramos Delgado zagrał tylko w meczu z Węgrami. Był w kadrze „40” na finały mistrzostw świata w 1966 roku. Razem z River Plate Ramos Delgado czterokrotnie został wicemistrzem Argentyny – w 1960, 1962, 1963 i 1965.
W 1966 Ramos Delgado przeszedł na rok do CA Banfield, po czym w 1967 przeniósł się do Brazylii, by grać w słynnym Santosie FC. Trafił akurat na złoty okres tego klubu, mogąc występować obok takich sław jak Pelé, Coutinho czy Pepe. W Santosie grając do 38 roku życia rozegrał 324 mecze, w których zdobył 1 bramkę. Razem z Santosem czterokrotnie zdobył mistrzostwo stanu São Paulo – w 1967, 1968, 1969 i 1973. Ponadto w 1968 roku zwyciężył w turnieju Torneio Roberto Gomes Pedrosa (wczesny odpowiednik mistrzostw Brazylii) oraz w prestiżowym turnieju Recopa Sudamericana 1968, gdzie zmierzyli się ze sobą dotychczasowi południowoamerykańscy triumfatorzy Pucharu Interkontynentalnego. Następnie jako zwycięzca Recopa Sudamericana wystąpił w Mediolanie na słynnym San Siro przeciwko Interowi, gdzie Santos wygrał 1:0 i zdobył Recopa Intercontinental.
W ostatnim roku swej kariery grał w klubie Portuguesa Santista, w którym zakończył karierę w wieku 39 lat. Po zakończeniu kariery piłkarskiej został trenerem.
W latach 1958–1965 Ramos Delgado rozegrał w reprezentacji Argentyny 25 meczów, w których nie zdobył żadnej bramki. Nigdy nie wziął udziału w turnieju Copa América.
Początkowo pracował w Santosie, jednak później wrócił do Argentyny, gdzie kierował drużynami licznych klubów, w tym Belgrano Córdoba, Deportivo Maipú Mendoza, Gimnasia y Esgrima La Plata, Estudiantes La Plata, River Plate, Talleres Córdoba, CA Platense, CA All Boys oraz CA Argentino de Quilmes. Pracował także w Peru jako trener klubu Universitario Lima. Później wrócił do Santosu, gdzie zajął się młodzieżowym zespołem tego klubu, pomagając w rozwoju takim graczom, jak Robinho czy Diego.